# Helictopleurus infimus
Helictopleurus infimus är en skalbaggsart som beskrevs av Leon Fairmaire 1901. Helictopleurus infimus ingår i släktet Helictopleurus och familjen bladhorningar. Inga underarter finns listade i Catalogue of Life.